# 1510 Charlois
Az 1510 Charlois (ideiglenes jelöléssel 1939 DC) a Naprendszer kisbolygóövében található aszteroida. André Patry fedezte fel 1939. február 22-én, Nizzában.